# THIS IS FOR YOU〜THE YELLOW MONKEY TRIBUTE ALBUM
『THIS IS FOR YOU〜THE YELLOW MONKEY TRIBUTE ALBUM』（ズィス・イズ・フォー・ユー　ザ・イエロー・モンキー トリビュート・アルバム）は、オムニバスによるTHE YELLOW MONKEYのトリビュート・アルバム。2009年12月9日発売。発売元はアリオラジャパン。

## 解説
THE YELLOW MONKEY結成20周年記念企画の第1弾として発売。総勢22組のアーティストによるトリビュート・アルバム。
全ての参加アーティストからメッセージが寄せられ、20周年特設サイト他・音楽情報サイト『hotexpress』に掲載されている。本作リリースの後押しがあり、解散中のTHE YELLOW MONKEYは、『hotexpress』によりMVP Artist 2009「話題賞」に選出された。
初回生産分のみ結成20周年記念トリビュート・スペシャルライブ応募券（200名）封入。また、プロジェクト3作品の購入者連動特典抽選応募券封入。

## 収録曲

### Disc 1
1. WELCOME TO MY DOGHOUSE / Scoobie Do
（作詞・作曲：吉井和哉）
インディーズアルバム『Bunched Birth』収録曲。
2. LOVE LOVE SHOW / 奥田民生
（作詞・作曲：吉井和哉）
12thシングル曲。当初奥田はカバーの候補として「球根」も挙げていた。
3. SUCK OF LIFE / 毛皮のマリーズ
（作詞・作曲：吉井和哉）
2ndアルバム『EXPERIENCE MOVIE』収録曲。冒頭の歌詞が若干変更されている。
4. SPARK / 秦基博
（作詞・作曲：吉井和哉）
10thシングル曲。
5. JAM / TRICERATOPS
（作詞・作曲：吉井和哉）
9thシングル曲。TRICERATOPSは同曲をイベントで吉井とセッションしたことがあり、それがきっかけでドラムスの吉田は2009年以降吉井ソロのほとんどのライブやレコーディングに参加している。
6. 空の青と本当の気持ち / 星羅
（作詞：吉井和哉　作曲：菊地英昭）
5thアルバム『FOUR SEASONS』収録曲。
7. SEA / 山田孝之
（作詞・作曲：吉井和哉）
7thアルバム『PUNCH DRUNKARD』収録曲。
8. BURN / 椿屋四重奏
（作詞・作曲：吉井和哉）
13thシングル曲。前曲との並びは『PUNCH DRUNKARD』の再現である。
9. カナリヤ / tacica
（作詞・作曲：吉井和哉）
8thアルバム『8』収録曲。
10. 4000粒の恋の唄 / あがた森魚
（作詞・作曲：吉井和哉）
2ndアルバム『EXPERIENCE MOVIE』収録曲。元々吉井があがたに強く影響を受けていた時期の曲である。
11. PUFF PUFF (instrumental) / MORGAN FISHER
（作曲：吉井和哉）
2ndアルバム『EXPERIENCE MOVIE』収録曲。

### Disc 2
1. Four Seasons / フジファブリック
（作詞・作曲：吉井和哉）
5thアルバム『FOUR SEASONS』収録曲。
フジファブリックのボーカルである志村正彦死去後の2012年には吉井が自身のソロツアーの青森公演でフジファブリックver.のアレンジで同曲を披露した。
2. パール / 黒猫チェルシー
（作詞・作曲：吉井和哉）
22ndシングル曲。
3. TVのシンガー / 9mm Parabellum Bullet
（作詞：吉井和哉　作曲：菊地英昭）
6thアルバム『SICKS』収録曲。
ボーカルのメロディーラインは吉井のライブでの歌い方を再現している。
4. 楽園 / KREVA
（作詞・作曲：吉井和哉）
11thシングル曲。
5. SHOCK HEARTS / metalmouse
（作詞・作曲：吉井和哉）
21stシングル曲。Bメロとサビがカットされている。
6. 球根 / THE BACK HORN
（作詞・作曲：吉井和哉）
14thシングル曲。
吉井は「どのカバーも素晴らしい」とした上で、この楽曲に至っては泣いてしまったという。
7. 追憶のマーメイド / ムック
（作詞・作曲：吉井和哉）
7thシングル曲。
8. 離れるな / 金子ノブアキ
（作詞・作曲：吉井和哉）
15thシングル曲。冒頭にオリジナル音源がサンプリングされている。金子は吉井のソロ・1stツアーのサポートを務めていた。
9. SO YOUNG / シュリスペイロフ
（作詞・作曲：吉井和哉）
18thシングル曲。
10. メロメ (instrumental) / MORGAN FISHER
（作曲：吉井和哉）
8thアルバム『8』収録曲。
11. バラ色の日々 / Nothing's Carved In Stone
（作詞・作曲：吉井和哉）
19thシングル曲。
ギターの生形は吉井のソロツアーでサポートメンバーを務めていた。
12. プライマル。 / フラワーカンパニーズ
（作詞・作曲：吉井和哉）
24thシングル曲。

## 演奏
WELCOME TO MY DOGHOUSE / SCOOBIE DO
- コヤマシュウ：ボーカル
- マツキタイジロウ：ギター
- ナガイケジョー：ベース
- オカモト“MOBY”タクヤ：ドラムス、パーカッション

LOVE LOVE SHOW / 奥田民生
- 奥田民生：ボーカル、全楽器演奏

SUCK OF LIFE / 毛皮のマリーズ
- 志磨遼平：ボーカル、パーカッション
- 越川和磨：ギター、コーラス
- 栗本ヒロコ：ベース、モータウン・ボーカル
- 富士山富士夫：ドラムス、コーラス
- 奥野真哉 from ソウル・フラワー・ユニオン：キーボード

SPARK / 秦基博
- 秦基博：ボーカル、アコースティック・ギター
- 久保田光太郎：アコースティック・ギター、アレンジ
- 松田 FIRE 卓己：ベース
- 矢野博康：ドラムス

JAM / TRICERATOPS
- 和田唱：ボーカル、ギター
- 林孝治：ベース
- 吉田佳史：ドラムス

空の青と本当の気持ち / 星羅
- 星羅：ボーカル、ギター
- 倉田加斗：ギター
- 湯浅篤：ベース、プログラミング
- 荒川康伸：ドラムス
- SNORKEL：アレンジ

SEA / 山田孝之
- 山田孝之：朗読
- モーガン・フィッシャー：プログラミング、アレンジ

BURN / 椿屋四重奏
- 中田裕二：ボーカル、ギター、パーカッション
- 永田貴樹：ベース
- 小寺良太：ドラムス、パーカッション
- 安高拓郎：ギター
- YANCY：アコーディオン

カナリヤ / tatica
- 猪狩翔一：ボーカル、ギター
- 小西悠太：ベース
- 坂井俊彦：ドラムス

4000粒の恋の唄 / あがた森魚
- あがた森魚：ボーカル
- 会田桃子：バイオリン
- 熊田洋：ピアノ
- 東谷健司：コントラバス
- 北村聡：バンドネオン
- 渡辺亮：パーカッション
- 桜井芳樹：エレクトリック・ギター
- 池永正二 (あらかじめ決められた恋人たちへ)：サウンドデザイン

PUFF PUFF (Instrumental) / モーガン・フィッシャー
- モーガン・フィッシャー：ピアノ、アコーディオン、口笛、プログラミング、アレンジ

FOUR SEASONS / フジファブリック
- 志村正彦：ボーカル、ギター
- 金澤ダイスケ：キーボード
- 加藤慎一：ベース
- 山内総一郎：ギター
- 城戸紘志：ドラムス (サポート)

パール / 黒猫チェルシー
- 渡辺大知：ボーカル
- 澤竜次：ギター
- 岡本啓佑：ドラムス
- 宮田岳：ベース

TVのシンガー / 9mm Parabellum Bullet
- 菅原卓郎：ボーカル、ギター
- 滝善充：ギター
- 中村和彦：ベース
- かみじょうちひろ：ドラムス

楽園 / KREVA
- KREVA：ボーカル、全楽器演奏

SHOCK HEARTS / metalhouse
- metalhouse：プログラミング
- DAICHI (オトノ葉entertainment)：ボーカル

球根 / THE BACK HORN
- 山田将司：ボーカル
- 菅波栄純：ギター
- 岡峰光舟：ベース
- 松田晋二：ドラムス

追憶のマーメイド / ムック
- 達瑯：ボーカル
- ミヤ：ギター、コーラス
- YUKKE：ベース
- SATOち：ドラムス

離れるな / 金子ノブアキ
- 金子ノブアキ＆Hamuro：アレンジ、パフォーマンス

SO YOUNG / シュリスペイロフ
- 宮本英一：ボーカル、ギター
- 野口寛喜：ベース
- ブチョー：ドラムス
- 澁谷悠希 from スモゥルフィッシュ：ギター

メロメ (instrumental) / モーガン・フィッシャー
- モーガン・フィッシャー：プログラミング、アレンジ

バラ色の日々 / Nothing's Carved In Stone
- 村松拓：ボーカル、ギター
- 生形真一：ギター
- 日向秀和：ベース
- 大喜多崇規：ドラムス

プライマル。/フラワーカンパニーズ
- 鈴木圭介：ボーカル
- 竹安賢一：ギター
- グレートマエカワ：ベース、コーラス
- ミスター小西：ドラムス、コーラス
- ハードリカー乃木坂：タンバリン